# Olga Gil Medrano
Olga Gil Medrano (Burgos, 1956) es una matemática, catedrática y vicerrectora de relaciones internacionales y cooperación de la Universidad de Valencia.

## Trayectoria
Ha sido miembro del Comité Ejecutivo de la Sociedad Matemática Europea (2005-2008), Miembro del Comité Científico del Instituto de Matemáticas de la Academia de Ciencias Polaca, "Banach Center" (2006-2009) y desde el 2009 es miembro del Comité Científico del Tbilisi international Center for Mathematics and Informatics, de la Academia de Ciencias Naturales de Georgia. 
Ha sido, de 2006 a 2009, presidenta de la Real Sociedad Matemática Española y, de 2008 a 2009 Presidenta del Comité Español por la Unión Matemática Internacional (2008-2009), como en el ámbito internacional. 
Desde 2010 es Catedrática en el Departamento de Geometría y Topología de la Universidad de Valencia, en el que entró a formar parte de su claustro en 1978. Doctora por la Universidad de Valencia y París VI Universidad Pierre y Marie Curie, la Dra. Gil ha desarrollado una intensa tarea investigadora en colaboración con matemáticos de varios países, centrada en el ámbito del análisis geométrico. Es autora del estudio «Un mundo en el bolsillo, la geometría plegable de Santiago Calatrava», del que es seguidora.
Desde abril del 2010 hasta marzo de 2014 fue vicerrectora en el equipo Rectoral de Esteban Morcillo Sánchez en la Universidad de Valencia.